# Mount Carroll
Mount Carroll és una ciutat dels Estats Units a l'estat d'Illinois. Segons el cens del 2000 tenia 1.832 habitants.

## Demografia
Segons el cens del 2000, Mount Carroll tenia 1.832 habitants, 765 habitatges, i 501 famílies. La densitat de població era de 372,3 habitants/km².
Dels 765 habitatges en un 29% hi vivien nens de menys de 18 anys, en un 54,4% hi vivien parelles casades, en un 8% dones solteres, i en un 34,5% no eren unitats familiars. En el 31,4% dels habitatges hi vivien persones soles el 17% de les quals corresponia a persones de 65 anys o més que vivien soles. El nombre mitjà de persones vivint en cada habitatge era de 2,35 i el nombre mitjà de persones que vivien en cada família era de 2,94.
Per edats la població es repartia de la següent manera: un 24,4% tenia menys de 18 anys, un 7,9% entre 18 i 24, un 26% entre 25 i 44, un 21,9% de 45 a 60 i un 19,7% 65 anys o més.
L'edat mediana era de 40 anys. Per cada 100 dones de 18 o més anys hi havia 88,7 homes.
La renda mediana per habitatge era de 34.861 $ i la renda mediana per família de 40.511 $. Els homes tenien una renda mediana de 29.292 $ mentre que les dones 22.212 $. La renda per capita de la població era de 16.455 $. Aproximadament el 5,1% de les famílies i el 8,5% de la població estaven per davall del llindar de pobresa.

## Poblacions properes
El següent diagrama mostra les poblacions més properes.